# Coccolithaceae
Famille
Les Coccolithaceae sont une famille d'algues de l'ordre des Coccosphaerales. 

## Liste des genres
Selon AlgaeBase (22 nov. 2011) :
- genre Coccolithus
- genre Coccosphaera
- genre Cruciplacolithus
- genre Sullivania

Selon World Register of Marine Species (13 déc. 2010) :
- genre Coccolithus Schwarz, 1894
- genre Cruciplacolithus Hay & Mohler, 1967
- genre Umbilicosphaera Lohmann, 1902

Selon ITIS (13 déc. 2010) :
- genre Coccolithus Schwarz, 1894
- genre Cyclococcolithus
- genre Discoaster
- genre Discosphaera
- genre Gephyrocapsa
- genre Helicosphaera
- genre Oolithotus Reinhardt, 1968
- genre Rhabdosphaera
- genre Umbellosphaera
- genre Umbilicosphaera